# Amblyseius microorientalis
Amblyseius microorientalis är en spindeldjursart som beskrevs av Wainstein och Beglyarov 1971. Amblyseius microorientalis ingår i släktet Amblyseius och familjen Phytoseiidae. Inga underarter finns listade i Catalogue of Life.